# Arghoslent
Az Arghoslent amerikai death metal együttes. 1990-ben alakult Virginiában. Az Arghoslent szövegei botrányosnak bizonyultak rasszista és antiszemitista témájuk miatt. Pogrom és Holocausto gitárosok a Grand Belial’s Key nevű nemzetiszocialista black metal együttes tagjai is. Az Arghoslent neve két görög szó összevonásából származik: az argos (erőd) és a slentos (rabszolga) szavak keresztezéséből. A zenekar 2016-ban bejelentette, hogy új anyagon dolgozik.

## Tagok
- Einzelganger - basszusgitár
- Aktion T4 - dob
- Ulfhedinn - ének
- Pogrom - gitár
- Holocausto - gitár

## Korábbi tagok
- Alienchrist – dob
- The Genocider – ének
- Von Demonicus – ének
- Kommando – basszusgitár (1990–2002)
- M.S. – dob (1990–1995)
- Gravedigger – ének (1991–1995)

## Diszkográfia
- Galloping Through the Battle Ruins (1998)
- Incorrigible Bigotry (2002)
- Hornets of the Pogrom (2008)

## Egyéb kiadványok
Demók
- The Entity (1991)
- Bastard Son of One Thousand Whores (1992)
- The Imperial Clans (1994)
- Arsenal of Glory (1998)

EP-k
- Troops of Unfeigned Might (1990)

Split lemezek
- Arghoslent / Stargazer (2001)
- Arghoslent / Morbid Upheaval (2004)
- Arghoslent / Mudoven / Der Stürmer (2005)
- Arghoslent / Martial Barrage (2009)